# 2,2'-联吡啶四羰基铼三氟甲磺酸盐
2,2'-联吡啶四羰基铼三氟甲磺酸盐是一种配位化合物，化学式为C15H8F3N2O7ReS。它可由氯化五羰基铼和三氟甲磺酸银反应，过滤去氯化银，加入2,2'-联吡啶后得到。它和甲醇钠反应，可以得到fac-Re(bpy)(CO)3(COOMe)。